# Вукович, Горан
Горан «Маймун» Вукович (серб. Goran "Majmun" Vuković; 1959, Белград — 12 декабря 1994, там же) — сербский криминальный авторитет.

## Биография
О ранней жизни Вуковича неизвестно почти ничего. В Югославии он был лидером бандитской группировки Вожводаца (район Белграда), хотя в 1980-е годы в основном проживал в Германии и был связан с Любомиром Магашем, криминальным боссом Франкфурта-на-Майне. Прозвище «Маймун», или «Обезьяна», он получил благодаря своей ловкости и манере забираться на крыши и балконы домов и квартир, которые он обворовывал. В 1986 году Вукович, который разочаровался в своём боссе, не желавшем никому уступать власть, решил устранить Магаша: 10 ноября 1986 Маймун застрелил его во время очередной криминальной разборки. Суд Франкфурта приговорил того к пяти годам тюрьмы, после освобождения Вукович уехал на родину.
С 1991 года Вукович проживал в Белграде. Его отличительным признаком был собственный автомобиль BMW 850CSi с номером C 2590-CB, а водительские права на него были получены в Германии. Как минимум пять раз на Вуковича совершали покушение (начиная от попыток взорвать автомобиль и заканчивая стрельбой). Так, после нападения двух полицейских Вукович решил, что его имя может фигурировать в особом списке преступников, которых необходимо ликвидировать. В том же особом списке фигурировал, по мнению Вуковича, и его знакомый Ромео Савич, который обвинял полицию в торговле наркотиками и в итоге был застрелен полицейскими.
Согласно дневникам сербского генерала времён югославских войн Ратко Младича, от рук Горана Вуковича и его напарника Душко Маловича погибла известная сербская журналистка Дада Вуясинович, которая освещала события на фронтах и критиковала ушедших добровольцами на фронт бывших членов сербской преступности. Так, Дада обличала многократно Желько «Аркана» Ражнатовича, не веря ни единому его слову о патриотических мотивах. Официально полиция заявляла о самоубийстве Дады Вуясинович, однако общественность до сих пор уверена, что это было умышленное убийство — этой версии придерживается и Ратко Младич.
Вукович погиб в конце 1994 года после того, как его машина была расстреляна около здания Югославского драматического театра. Всего было насчитано 25 попаданий: с Вуковичем погиб и его телохранитель Душко Малович. Ответственность за убийство взял на себя Кристиян Голубович, который утверждал, что отомстил за Любомира Магаша, своего крёстного отца.